# Jerzy Rudnicki (wspinacz)
Jerzy Rudnicki, pseud. Druciarz (ur. 11 lipca 1931, zm. 12 lutego 1988) – polski alpinista i taternik, były prezes Klubu Wysokogórskiego w Katowicach, instruktor i kierownik obozów taternickich, z zawodu inżynier mechanik pracujący w Hucie Łaziska w Łaziskach Górnych.
Okres największej aktywności taternickiej Rudnickiego przypadł na lata 1950–1965. W Tatrach odkrywał nowe drogi taternickie (np. na wschodniej ścianie Młynarczyka w 1960 r.), współuczestniczył w pierwszych zimowych przejściach najtrudniejszych tatrzańskich dróg (m.in. Jaworowe Turnie, Wielka Teriańska Turnia w Grani Hrubego). W 1956 r. jako pierwszy Polak wszedł na Elbrus. Wspinał się również w Alpach. Latem 1958 r. podczas pobytu w Alpach Delfinackich przeszedł nadzwyczaj trudną południową ścianę La Meije oraz południową ścianę Aiguille Dibona (obie z Jackiem Machem), a także wszedł granią Coste Rouge na Ailefroide Occidentale (3953 m n.p.m.), najwyższy punkt Ailefroide (z J. Machem, Maciejem Bernadtem i Krzysztofem Filasiewiczem).
Jerzy Rudnicki przeszedł do historii polskiego taternictwa również dlatego, że był bohaterem wielu nieprawdopodobnych opowieści i wspomnień. Cechował go indywidualizm i specyficzny tryb życia. Sprzęt turystyczny, ubranie, zdezelowany motocykl, a nawet własną sztuczną szczękę naprawiał drutem – co dało początek jego przezwisku. Nie stronił od alkoholu, nie dbał o konwenanse i higienę, żył według własnych zasad i reguł.